# طواف مالوبولسكا 2021
طواف مالوبولسكا 2021 (بالبولندية: Małopolski Wyścig Górski 2021) هو سباق دراجات هوائية، وهو الموسم رقم 59 من طواف مالوبولسكا، وأقيم خلال الفترة 3 يونيو 2021، وحتى 6 يونيو 2021، وهو أحد سباقات طواف أوروبا للدراجات 2021، وشارك فيه 164 متسابقاً.
فاز بالمركز الأول ميكال شليغل، وبالمركز الثاني Paweł Cieślik ‏، وبالمركز الثالث Anatolii Budiak ‏، وكان الفائز حسب السرعة Maurice Ballerstedt ‏، وكان الفائز حسب النقاط للشباب Johannes Staune-Mittet ‏، وكان الفائز في تصنيف الجبال Petr Klabouch ‏، وفاز فوستر أيه تي إس تيم في ترتيب الفرق.

## الفرق
| فريق برو- أونو اكس برو سايكلنج تيم 2021 ‏ فرق قارية (14)- توبفوركس لابيير 2021 ‏ - فوستر أيه تي إس تيم 2021 ‏ - مازوززي سيرس بولسكي 2021 ‏ - فينو أستانا موتورز 2021 ‏ - Tufo–Pardus Prostějov ‏ - فريق تطوير امبلر 2021 ‏ - ريستورانت سوري كارل راس 2021 ‏ - أدفاريكس هرينكو سيلينج ‏ - Cycling Academy Trenčín ‏ - بي إتش إس - بل بيتون بورنهولم 2021 ‏ - Visma–Lease a Bike Development ‏ - إلكوف كاسبر 2021 ‏ - Global 6 United ‏ - فريق الكويت للدراجات للمحترفين 2021 ‏ فرق وطنية (4)- فريق أوكرانيا لسباق الدراجات على الطريق للرجال 2021‏ - فريق بلغاريا لركوب الدراجات للرجال‏ - فريق تركيا لركوب الدراجات للرجال‏ - فريق ألمانيا لركوب الدراجات للرجال 2021‏ فريق دراجات هواة- Sensa-Kanjers voor Kanjers‏ فرق أندية الدراجات (8)- Epronex-GESU Bikewear ‏ - TC Chrobry Scott Głogów ‏ - LUKS Trójka Piaseczno‏ - Nice Métropole Côte d'Azur ‏ - Pogoń Mostostal Puławy ‏ - Embrace The World Cycling ‏ - Global Cycling Team‏ - Klub Kolarski Tarnovia‏ |  |
| |  |

## المراحل
| قائمة المراحل | قائمة المراحل | قائمة المراحل                                    | قائمة المراحل      | قائمة المراحل | قائمة المراحل    | قائمة المراحل    |
| المرحلة       | التاريخ       | الدورة                                           |                    | المسافة (كم)  | الفائز بالمرحلة  | القائد العام     |
| ------------- | ------------- | ------------------------------------------------ | ------------------ | ------------- | ---------------- | ---------------- |
| المقدمة       | 3 يونيو       | كراكوف – كراكوف                                  | ضد الساعة          | 1٫36          | Anatolii Budiak ‏ | Anatolii Budiak ‏ |
| مرحلة 1       | 4 يونيو       | فياليتشكا – Myślenice ‏                           | مرحلة جبلية        | 132٫27        | ميكال شليغل      | ميكال شليغل      |
| مرحلة 2       | 5 يونيو       | Niepołomice ‏ – نوفي تارغ                         | مرحلة جبلية متوسطة | 146٫84        | Patryk Stosz ‏    | ميكال شليغل      |
| مرحلة 3       | 6 يونيو       | Jabłonka, Lesser Poland Voivodeship ‏ – Przehyba ‏ | مرحلة جبلية        | 124٫96        | Anatolii Budiak ‏ | ميكال شليغل      |

## النتيجة

### مرحلة 0
هي مرحلة أقيمت في 3 يونيو 2021، وامتدّت لمسافة 1.36 كيلومتر. فاز بالمرحلة Anatolii Budiak ‏، وكان متصدر الترتيب العام في نهاية المرحلة Anatolii Budiak ‏، وكان المتصدر في ترتيب التسلق لا أحد ‏، وتصدر ترتيب السرعة لا أحد ‏، وتصدر ترتيب النقاط للشباب Joren Bloem ‏، وكان متصدر ترتيب الفرق Sensa-Kanjers voor Kanjers Cyclingteam ‏.
| التصنيف العام         | التصنيف العام              | التصنيف العام              | التصنيف العام              | التصنيف العام |
| العداء                | العداء                     | البلد                      | الفريق                     | الوقت         |
| --------------------- | -------------------------- | -------------------------- | -------------------------- | ------------- |
| 1                     | Anatolii Budiak ‏           | أوكرانيا                   | أوكرانيا                   | 2 د 50 ث      |
| 2                     | Adam Stachowiak (cyclist) ‏ | بولندا                     | HRE Mazowsze Serce Polski  | + 4 ث         |
| 3                     | أولي جونز ‏                 | نيوزيلندا                  | Global 6 Cycling           | + 5 ث         |
| 4                     | Piotr Brożyna ‏             | بولندا                     | HRE Mazowsze Serce Polski  | + 6 ث         |
| 5                     | Joren Bloem ‏               | هولندا                     | Sensa-Kanjers voor Kanjers | + 7 ث         |
| 6                     | Paweł Cieślik ‏             | بولندا                     | Voster ATS Team            | + 8 ث         |
| 7                     | Lars Quaedvlieg ‏           | هولندا                     | Global                     | + 9 ث         |
| 8                     | Jakub Otruba ‏              | التشيك                     | Elkov-Kasper               | + 9 ث         |
| 9                     | Patryk Stosz ‏              | بولندا                     | Voster ATS Team            | + 9 ث         |
| 10                    | هولندا                     | Sensa-Kanjers voor Kanjers | + 9 ث                      |               |
| مصدر: ProCyclingStats |                            |                            |                            |               |

### مرحلة 1
هي مرحلة جبلية، أقيمت في 4 يونيو 2021، وامتدّت لمسافة 132.27 كيلومتر. فاز بالمرحلة ميكال شليغل، وكان متصدر الترتيب العام في نهاية المرحلة ميكال شليغل، وكان المتصدر في ترتيب التسلق Petr Klabouch ‏، وتصدر ترتيب السرعة Emil Toudal ‏، وتصدر ترتيب النقاط للشباب Johannes Staune-Mittet ‏، وكان متصدر ترتيب الفرق إلكوف كاسبر 2021 ‏.
| التصنيف العام         | التصنيف العام              | التصنيف العام | التصنيف العام                | التصنيف العام |
| العداء                | العداء                     | البلد         | الفريق                       | الوقت         |
| --------------------- | -------------------------- | ------------- | ---------------------------- | ------------- |
| 1                     | ميكال شليغل                | التشيك        | Elkov-Kasper                 | 3 س 18 د 56 ث |
| 2                     | Adam Stachowiak (cyclist) ‏ | بولندا        | HRE Mazowsze Serce Polski    | + 11 ث        |
| 3                     | Paweł Cieślik ‏             | بولندا        | Voster ATS Team              | + 16 ث        |
| 4                     | Piotr Brożyna ‏             | بولندا        | HRE Mazowsze Serce Polski    | + 21 ث        |
| 5                     | Lars Quaedvlieg ‏           | هولندا        | Global                       | + 26 ث        |
| 6                     | Jakub Otruba ‏              | التشيك        | Elkov-Kasper                 | + 26 ث        |
| 7                     | Torjus Sleen ‏              | النرويج       | Uno-X Pro Cycling Team       | + 30 ث        |
| 8                     | Johannes Staune-Mittet ‏    | النرويج       | Jumbo-Visma Development Team | + 33 ث        |
| 9                     | Michael Kukrle ‏            | التشيك        | Elkov-Kasper                 | + 36 ث        |
| 10                    | Michał Paluta ‏             | بولندا        | Global 6 Cycling             | + 38 ث        |
| مصدر: ProCyclingStats |                            |               |                              |               |

### مرحلة 2
هي مرحلة جبلية متوسطة، أقيمت في 5 يونيو 2021، وامتدّت لمسافة 146.84 كيلومتر. فاز بالمرحلة Patryk Stosz ‏، وكان متصدر الترتيب العام في نهاية المرحلة ميكال شليغل، وكان المتصدر في ترتيب التسلق Petr Klabouch ‏، وتصدر ترتيب السرعة Owen Geleijn ‏، وتصدر ترتيب النقاط للشباب Johannes Staune-Mittet ‏، وكان متصدر ترتيب الفرق إلكوف كاسبر 2021 ‏.
| التصنيف العام         | التصنيف العام              | التصنيف العام | التصنيف العام                | التصنيف العام |
| العداء                | العداء                     | البلد         | الفريق                       | الوقت         |
| --------------------- | -------------------------- | ------------- | ---------------------------- | ------------- |
| 1                     | ميكال شليغل                | التشيك        | Elkov-Kasper                 | 6 س 41 د 18 ث |
| 2                     | Paweł Cieślik ‏             | بولندا        | Voster ATS Team              | + 16 ث        |
| 3                     | Adam Stachowiak (cyclist) ‏ | بولندا        | HRE Mazowsze Serce Polski    | + 17 ث        |
| 4                     | Piotr Brożyna ‏             | بولندا        | HRE Mazowsze Serce Polski    | + 27 ث        |
| 5                     | Torjus Sleen ‏              | النرويج       | Uno-X Pro Cycling Team       | + 30 ث        |
| 6                     | Lars Quaedvlieg ‏           | هولندا        | Global                       | + 32 ث        |
| 7                     | Jakub Otruba ‏              | التشيك        | Elkov-Kasper                 | + 32 ث        |
| 8                     | Johannes Staune-Mittet ‏    | النرويج       | Jumbo-Visma Development Team | + 33 ث        |
| 9                     | Owen Geleijn ‏              | هولندا        | Jumbo-Visma Development Team | + 36 ث        |
| 10                    | Michał Paluta ‏             | بولندا        | Global 6 Cycling             | + 38 ث        |
| مصدر: ProCyclingStats |                            |               |                              |               |

### مرحلة 3
هي مرحلة جبلية، أقيمت في 6 يونيو 2021، وامتدّت لمسافة 124.96 كيلومتر. فاز بالمرحلة Anatolii Budiak ‏، وكان متصدر الترتيب العام في نهاية المرحلة ميكال شليغل.

## التصنيف العام النهائي
| التصنيف العام         | التصنيف العام              | التصنيف العام | التصنيف العام                | التصنيف العام |
| العداء                | العداء                     | البلد         | الفريق                       | الوقت         |
| --------------------- | -------------------------- | ------------- | ---------------------------- | ------------- |
| 1                     | ميكال شليغل                | التشيك        | Elkov-Kasper                 | 9 س 47 د 21 ث |
| 2                     | Paweł Cieślik ‏             | بولندا        | Voster ATS Team              | + 14 ث        |
| 3                     | Anatolii Budiak ‏           | أوكرانيا      | أوكرانيا                     | + 15 ث        |
| 4                     | Johannes Staune-Mittet ‏    | النرويج       | Jumbo-Visma Development Team | + 1 د 05 ث    |
| 5                     | Adam Stachowiak (cyclist) ‏ | بولندا        | HRE Mazowsze Serce Polski    | + 1 د 16 ث    |
| 6                     | Lars Quaedvlieg ‏           | هولندا        | Global                       | + 1 د 20 ث    |
| 7                     | Jakub Otruba ‏              | التشيك        | Elkov-Kasper                 | + 1 د 31 ث    |
| 8                     | Torjus Sleen ‏              | النرويج       | Uno-X Pro Cycling Team       | + 1 د 37 ث    |
| 9                     | يوناس راب                  | ألمانيا       | Hrinkow Advarics Cycleang    | + 1 د 43 ث    |
| 10                    | Piotr Brożyna ‏             | بولندا        | HRE Mazowsze Serce Polski    | + 1 د 44 ث    |
| مصدر: ProCyclingStats |                            |               |                              |               |

### تصنيف الجبال
| تصنيف الجبال          | تصنيف الجبال                | تصنيف الجبال | تصنيف الجبال              | تصنيف الجبال |
| العداء                | العداء                      | البلد        | الفريق                    | النقاط       |
| --------------------- | --------------------------- | ------------ | ------------------------- | ------------ |
| 1                     | Petr Klabouch ‏              | التشيك       | Topforex ATT Investments  | 12 نقطة      |
| 2                     | Marcin Budziński (cyclist) ‏ | بولندا       | HRE Mazowsze Serce Polski | 9 نقطة       |
| 3                     | Paweł Bernas ‏               | بولندا       | HRE Mazowsze Serce Polski | 9 نقطة       |
| 4                     | أولي جونز ‏                  | نيوزيلندا    | Global 6 Cycling          | 6 نقطة       |
| 5                     | Andras Szatmary ‏            | المجر        | Epronex - GESU Bikewear   | 5 نقطة       |
| مصدر: ProCyclingStats |                             |              |                           |              |

## تصنيف الفرق

### الفرق حسب الوقت
| تصنيف الفرق حسب الوقت | تصنيف الفرق حسب الوقت        | تصنيف الفرق حسب الوقت | تصنيف الفرق حسب الوقت |
| الفريق                | الفريق                       | البلد                 | الوقت                 |
| --------------------- | ---------------------------- | --------------------- | --------------------- |
| 1                     | Voster ATS Team              | بولندا                | 29 س 28 د 39 ث        |
| 2                     | HRE Mazowsze Serce Polski    | بولندا                | + 6 ث                 |
| 3                     | Jumbo-Visma Development Team | هولندا                | + 56 ث                |
| 4                     | Elkov-Kasper                 | التشيك                | + 1 د 50 ث            |
| 5                     | Global 6 Cycling             | نيوزيلندا             | + 3 د 41 ث            |
| مصدر: ProCyclingStats |                              |                       |                       |

## تصانيف فرعية

### تصنيف أفضل شاب
| تصنيف أفضل شاب        | تصنيف أفضل شاب          | تصنيف أفضل شاب           | تصنيف أفضل شاب               | تصنيف أفضل شاب |
| العداء                | العداء                  | البلد                    | الفريق                       | الوقت          |
| --------------------- | ----------------------- | ------------------------ | ---------------------------- | -------------- |
| 1                     | Johannes Staune-Mittet ‏ | النرويج                  | Jumbo-Visma Development Team | 9 س 48 د 26 ث  |
| 2                     | Tim van Dijke ‏          | هولندا                   | Jumbo-Visma Development Team | + 2 د 02 ث     |
| 3                     | Loe van Belle ‏          | هولندا                   | Jumbo-Visma Development Team | + 2 د 17 ث     |
| 4                     | التشيك                  | Topforex ATT Investments | + 2 د 48 ث                   |                |
| 5                     | Owen Geleijn ‏           | هولندا                   | Jumbo-Visma Development Team | + 3 د 23 ث     |
| مصدر: ProCyclingStats |                         |                          |                              |                |

## وصلات خارجية
- الموقع الرسمي
- لمحة عن سباق طواف مالوبولسكا 2021 على موقع  ProCyclingStats   (برو  سايكلنج  ستاتس) - إحصاءات  محترفي  الدراجات.
- طواف مالوبولسكا 2021 على موقع إحصائيات الدراجات الإحترافية (الإنجليزية)